# Otrokovice
Otrokovice város Csehországban, a Zlíni járásban. Otrokovice Pohořelice, Oldřichovice, Tlumačov, Kvasice, Bělov, Žlutava, Napajedla, Tečovice, Zlín és Sazovice településekkel határos. Lakosainak száma 17 597 fő (2024. január 1.).
A város jelentős ipari vállalatai a Barum és a Zlin Aircraft repülőgépgyár.

## Népesség
A település lakosságának változását az alábbi diagram mutatja:
| Lakosok száma | 1351 | 1545 | 1927 | 8007 | 18 082 | 19 261 | 18 009 | 17 876 | 17 183 | 17 597 |
|               | 1869 | 1890 | 1921 | 1950 | 1980   | 2001   | 2017   | 2019   | 2022   | 2024   |